# Devil's Kitchen

Carte topographique de l'île Mackinac et position de Devil's Kitchen.

Devil's Kitchen (« Cuisine du Diable ») est une petite grotte située au sud-ouest de l'île Mackinac dans le parc d'État de Mackinac Island dans l'État du Michigan aux États-Unis. 
Elle s'ouvre à proximité de la route M-185 dans le parc d'État de Mackinac Island.

## Formation
La grotte s'est creusée durant la période post glaciaire du Nipissing lorsque le niveau du lac Huron était plus élevé. 

## Description
Elle est constituée de deux creux superposés creusés par les vagues sur les roches calcaires d'une falaise.  

## Tourisme
Le lieu est très visité grâce à sa situation le long de la route piétonne M-185 qui entoure l'île. 

## Légende
Selon une légende locale, il est dit que les Amérindiens de la région considéraient le lieu comme étant hanté par des mauvais esprits. Ces esprits captureraient les visiteurs s'approchant trop près du lieu en vue de les dévorer. 
Les parois de la grotte sont couvertes de suies qui auraient été déposées par les feux de cuissons des mauvais esprits ce qui a donné son nom à la grotte. On ne sait pas si cette légende provient des Amérindiens ou fut inventée au début de l'apparition du tourisme dans la région au milieu du XIXe siècle.